# HD 118203
Liesma eller HD 118203 är en ensam stjärna belägen i den mellersta delen av stjärnbilden Stora björnen. Den har en skenbar magnitud av ca 8,05 och kräver åtminstone en handkikare eller ett mindre teleskop för att kunna observeras. Baserat på parallax enligt Gaia Data Release 2 på ca 10,8 mas, beräknas den befinna sig på ett avstånd på ca 302 ljusår (ca 93 parsek) från solen. Den rör sig bort från solen med en heliocentrisk radialhastighet på ca 7 km/s.

## Nomenklatur
HD 118203 fick på förslag av Lettland, namnen Liesma i NameExoWorlds-kampanjen som 2019 anordnades av International Astronomical Union. Liesma betyder flamma, och det är namnet på en karaktär från den lettiska dikten Staburags un Liesma.

## Egenskaper
HD 118203 är en orange till gul underjättestjärna av spektralklass K0 IV. Den har en massa som är ca 1,2

## Planetsystem
Det finns en exoplaneter, HD 118203 b , som cirkulerar kring stjärnan. 
| Planet | Massa                | Halv storaxel (AE)  | Siderisk omloppstid (d)    | Excentricitet | Inklination    | Radie             |
| ------ | -------------------- | ------------------- | -------------------------- | ------------- | -------------- | ----------------- |
| b      | 2,173+0,077-0,080 MJ | 0,07082+0,00-0,0011 | 6,134980+0,000038-0,000037 | 0,316 ± 0,021 | 88,75+0,86-1,0 | 1,133+0,031-0,030 |